# Gisela Grube
Gisela Grube (vollständig Waltrud Gisela Grube; * 18. Oktober 1925 in Suhl; † 14. Januar 2021 in Dresden) war eine deutsche Schauspielerin und Kabarettistin, die viele Jahrzehnte an der Dresdner Herkuleskeule wirkte.

## Leben
Gisela Grube wurde 1925 in Suhl als viertes Kind eines Gastwirtes und einer Köchin geboren. Ihre ersten Bühnenerfahrungen sammelte sie bei der Suhler Joël-Gemeinde als damals jüngstes Mitglied. Später nahm sie Schauspielunterricht am Landestheater in Meiningen. Nach Kriegsende war sie zunächst als Schauspielerin bei einem Tourneetheater engagiert und fand 1948 vorübergehend eine Anstellung an der Chiemseer Bauernbühne. Kurz darauf erhielt sie einen Gastvertrag am Stadttheater Erfurt. 
In den 1950er Jahren wirkte sie am Kleist-Theater Frankfurt (Oder)  unter anderem an der Seite von Rolf Herricht. Im Alter von 36 Jahren bewarb sich Gisela Grube dann auf der Suche nach neuen Herausforderungen am Dresdner Staatsschauspiel, zu dem die Herkuleskeule damals gehörte, und wurde als Kabarettistin fest angestellt.
Gisela Grube wurde, wie etwa Manfred Schubert und Hans Glauche, zum „Urgestein“ der Dresdner Herkuleskeule und stand bis zu ihrem Abschied in fast jedem Programm des Kabaretts auf der Bühne. Sie blieb dem Kabarett auch nach ihrem Eintritt in das Rentenalter noch sieben Jahre, bis 1993, treu. Als „Herkulesgäule“ begeisterte Gisela Grube zusammen mit Manfred Schubert auch danach noch das Publikum. 
Zum Klassiker wurde ihr mit Manfred Breschke auf Grund der politischen Ereignisse 1989 entstandenes Programm „Vorsicht Grube!“, eine Auseinandersetzung zwischen Christin (Gisela Grube mit Bibelzitaten aus dem Neuen Testament) und Marxist (Manfred Breschke mit Zitaten von Marx und Engels), was Ende Dezember 1989 in Dresden Premiere hatte.
So gut wie unbekannt blieb der breiten Öffentlichkeit, dass sie von 1968 an künstlerische Leiterin der katholischen Dresdner Kabarettgruppe Die Dekana(h)tlosen war.
Als große Komödiantin, die aus den Quellen des Volkstheaters schöpfte, würdigte sie Harald Pfeifer, künstlerischer Leiter des Internationalen Satire- und Humorfestivals Lachmesse in Leipzig. Dabei habe Grube als streng religiös lebende Frau (Gisela Grube war gläubige Katholikin) und Kabarettistin durchaus in einem Zwiespalt gesteckt, so Pfeifer, nämlich dem zwischen Katholizismus und marxistisch-leninistischer Weltanschauung, „letztere sei auch beim satirischen Blick auf die Mangelwirtschaft der DDR trotzdem immer angezeigt gewesen“ (Pfeifer).